# Phạm Thị Trinh
Phạm Thị Trinh (8 tháng 3 năm 1914 - 10 tháng 4 năm 2019), đảng viên Đảng Cộng sản Đông Dương năm 1930. Bà thuộc thế hệ những đảng viên đầu tiên của Đảng. Phạm Thị Trinh là đảng viên Đảng Cộng sản Việt Nam thứ 2 trong lịch sử nhận Huy hiệu 85 năm tuổi Đảng Cộng sản Việt Nam (sau ông Phan Ngọc Bích), cũng là Đảng viên đầu tiên nhận Huy hiệu 90 năm tuổi Đảng Cộng sản Việt Nam.

## Tiểu sử
Bà sinh ra ở làng An Phú nay thuộc xã Tinh Minh, huyện Sơn Tịnh, tỉnh Quảng Ngãi, cha mẹ tham gia phong trào Văn Thân, các anh bà đều thuộc lớp cách mạng lão thành như các ông Phạm Ngọc Trân (Sáu Trân) 

## Sự nghiệp

### Những năm 1930-1945
Tháng 9/1930 bà thoát ly gia đình hoạt động bí mật. Ngày 19 tháng 1/1930 bà cầm cờ đi đầu, chỉ huy cuộc "Biểu Tình Truy Điệu Sơn Tịnh", cuộc biểu dương lực lượng của quần chúng cách mạng của Đảng tại địa phương với hơn 2.000 người tham gia, đối đầu với chính quyền Nam Triều huyện Sơn Tịnh và đã giành thắng lợi mỹ mãn.
Khoảng tháng 7/1932, bà bị bắt khi cùng một số đồng chí tạm lánh lên núi Hòn Dầu, bị tên Ất làm phản. Cuộc đối đáp giữa bà và Toàn Quyền Đông Dương P.M.A. Pasquier được hai phóng viên đưa tin trên báo Tiếng Dân và Nhân Đạo đã gây tiếng vang trong nước và quốc tế. Nhà tù đế quốc còn là trường học đối với bà: học để thoát khỏi mù chữ, học lý luận cách mạng, học ca hát, học tập gương đấu tranh và hy sinh anh dũng của các bậc tiền bối và học làm thơ qua người bạn tù, bạn thơ Nguyễn Chánh. Đến 1934 và 1935, ông Chánh và bà mãn hạn được ra tù, bị quản thúc tại quê. Trong lao tù, tình đồng chí tình bạn thơ dần dần phát triển thành tình yêu lứa đôi; nay được trả tự do, lại thêm sự tác thành của ông Sáu Trân, bà và ông Nguyễn Chánh thành gia thất.
                                                                                                                                  Năm 1938 phái hữu lên nắm chính quyền ở Pháp, lại bắt đầu thời kỳ đàn áp đẫm máu cách mạng ở Đông Dương. Cuối năm 1941, do Lâm Tài phản bội, bà bị bắt lần thứ hai cùng vợ chồng Ông Sáu Trân. Giam cầm, tra tấn mãi không moi được gì, chúng kết án 6 tháng tù, nhưng giam bà tại nhà lao Quảng Ngãi đến cuối năm 1944 mới thả. Ngay sau khi ra tù, bà được bổ sung vào "Ủy ban Vận Động Cứu Quốc" tỉnh Quảng Ngãi (tức tỉnh ủy lâm thời). Khi đội Du Kích Ba Tơ thực hiện quyết sách táo bạo xây dựng căn cứ trong lòng dân, chuẩn bị cho tổng khởi nghĩa, đoàn đại biểu phụ nữ tỉnh do bà dẫn đầu đón và tặng quà cho đội tại "Bia Lũy". Hội trưởng Hội Phụ Nữ Cứu Quốc tỉnh bà Phạm Thị Trinh trao thanh gươm tuốt trần cho chính trị viên Đội Du Kích Ba Tơ, cũng chính là chồng bà, ông Nguyễn Chánh.
Ngày 14/8/1945 Nhật đầu hàng Đồng Minh, Tỉnh Ủy ra lệnh tổng khởi nghĩa trong toàn tỉnh. Đội Du Kích Ba Tơ và các lực lượng bán vũ trang với gươm giáo, cồng chiêng, trống mõ giành chiến thắng oanh liệt ở Di Lăng, Xuân Phổ, Mỏ Cày, Châu Ổ, Cổ Lũy v.v.. Việt Minh chiếm tòa sứ, ngân hàng, nhà giây thép và các cơ quan quân sự. Cách mạng Tháng 8 ở Quảng Ngãi thành công sớm nhất nước (từ 14-16 tháng 8/1945).
Ở tuổi 31, ngày 30/08/1945 Bà là phụ nữ duy nhất có mặt trên Chủ tịch đoàn cuộc mít tinh của tỉnh mừng cách mạng thành công và ra mắt Ủy ban Nhân dân Cách mạng tỉnh Quảng Ngãi.

### Kháng chiến 9 năm
Trong kháng chiến chống Pháp bà là tỉnh ủy viên, hội trưởng Hội Phụ Nữ Quảng Ngãi, rồi hội trưởng Hội Phụ Nữ LK5 (1946-1954) vừa là người mẹ tảo tần nuôi dạy chu toàn năm con, vừa là nguồn động viên, người bạn chiến đấu, người vợ hiền rất mực thủy chung của Tướng Nguyễn Chánh.

### Hai mươi năm với hội LHPN Việt Nam
Năm 1954, Bà tập kết ra Bắc, liên tục công tác tại Trung ương Hội LHPN Việt Nam, đảm nhiệm các chức vụ ủy viên đảng Đoàn, thường trưc Ban Phụ Vận Trung ương Hội, trưởng ban TCCB, bí thư đảng ủy cơ quan Trung ương Hội, đại biểu Quốc hội Khóa II và Khóa III, nghỉ hưu năm 1974.

### Qua đời
Bà qua đời vào ngày 10 tháng 4 năm 2019, chỉ sau khi lễ mừng thượng thọ 105 tuổi mới khép lại gần 1 tháng.

## Nhà thơ
Bà là một nhà cách mạng - nhà thơ. Thơ và cuộc đời như hình với bóng, bên nhau trên khắp các nẻo đường cách mạng và đời thường. Kể từ những vần thơ đầu tiên bà viết trong nhà lao Quảng Ngãi (1931) với sự dẫn dắt của người bạn tù Nguyễn Chánh đến nay hành trang thơ đã có trên 400 bài. Bà được bình chọn là một trong 10 nhà thơ nữ tiêu biểu của Việt Nam nửa đầu thế kỷ XX.
Nghỉ hưu nhưng bà không nghỉ làm thơ và công tác xã hội - từ thiện. Hiện nay bà là thành viên của câu lạc bộ thơ Sông Tô  và là chủ tịch Quỹ Khuyến Học Nguyễn Chánh - Phạm Thị Trinh (2014).
Di sản văn thơ: 
- Hồi ký: "Những Chặng Đường Của Người Mẹ", năm 1995, tái bản năm 2011.
- 400 bài thơ, trong đó có một số bài được đăng trong Tổng Tập Văn Học Việt Nam số 35, thành một tác giả riêng.
- Tuyển tập thơ Phạm Thi Trinh và Nguyễn Chánh: "Thuyền Thơ", Nhà xuất bản Phụ Nữ năm 2013.
- Tham gia biên soạn và hiệu đính
  - Lich sử Phụ Nữ Việt Nam.
  - Lich sử Phụ Nữ Nam Trung Bộ.
  - Hồi Ký (67 bài viết về Ông): "Nguyễn Chánh Con người và Sự nghiệp" (biên tập cùng với đại tá Thân Hoạt) Nhà xuất bản QĐND, năm 1997, tái bản năm 2014.

## Khen thưởng
Chiều ngày 21 tháng 1 năm 2015, nhân dịp kỷ niệm 85 năm thành lập Đảng Cộng sản Việt Nam, bà được tặng huy hiệu 85 năm tuổi Đảng Cộng sản Việt Nam. Với phụ nữ Việt Nam, bà là nữ đảng viên đầu tiên được trao huy hiệu này và trong toàn đảng, bà và Ông Phạm Ngọc Bích ở Phú Yên là hai cụ đảng viên 85 năm tuổi Đảng. Bên cạnh đó, với những cống hiến xuất sắc cho sự nghiệp cách mạng và giải phóng phụ nữ, bà Phạm Thị Trinh được trao tặng Huân Chương Kháng chiến hạng nhất, Huân chương Chống Mỹ cứu nước hạng nhất, Huân Chương Độc Lập hạng nhất, huy chương Vì Sự nghiệp Giải Phóng Phụ Nữ và nhiều huân, huy chương cao quý khác.

## Gia đình
Tháng 9 năm 1957 tướng Nguyễn Chánh đột ngột từ trần, một mình bà nuôi dạy sáu người con, đều rất thành đạt: Nguyễn Chí Trực (sinh năm 1937, thượng tá Quân đội nhân dân Việt Nam), Nguyễn Tuyết Minh (1938, Phó Giáo sư-Tiến sĩ), Nguyễn Ngọc Sương (1945, trung tá), Nguyễn Anh Tường (1947, đại tá), Nguyễn Chí Dũng  (1949, công nhân), Nguyễn Chí Hòa (1955, cựu chiến binh quân chủng hải quân).Đặc biệt hy hữu là người mẹ ấy đã nuôi người con trai Nguyễn Chí Dũng chẳng may bị câm điếc từ tuổi ấu thơ cho đến khi trưởng thành. Cưới vợ cho con trai, bà làm mẹ chồng cô dâu câm điếc và nhất là khi đã ngoại thất tuần bà một mình, thay cho cặp đôi câm điếc ấy vừa làm bà vừa làm mẹ, lần lượt chăm sóc, nuôi dạy hết sức chu đáo 2 cháu nội cho đến ngày các cháu bà tốt nghiệp đại học.